# Sleepy Hollow (Illinois)
Sleepy Hollow – wieś w Stanach Zjednoczonych, w stanie Illinois, w hrabstwie Kane.